# Дом на инвалидите
Домът на инвалидите (на френски: L'hôtel national des Invalides) е комплекс от сгради в Париж, включващ музеи и паметници на военната история на Франция. Известен е още като Дворец на инвалидите или само Инвалидите (на френски: Les Invalides). Той е архитектурен паметник, посветен на френските воини, загинали във войните.
През 1670 г. не съществува нито една институция, която да подслони воините-инвалиди, останали без средства, и били се за Франция. Тогава Луи XIV прави жест към войниците, които са му служили в неговите походи, и решава да построи „един кралски дом, достатъчно голям, за да приеме и подслони всички сакати и остарели офицери и войници и да им осигури един фонд за тяхното съществуване“. На 24 февруари 1670 г. Кралят Слънце издава заповед за започване на строежа.
Това е един от първите (ако не първият) инвалидни домове в Европа. Днес комплексът също приема инвалиди, а освен това в него са разположени няколко музея и некропол на военни.

## Построяване
Домът на инвалидите е построен от най-известните и големи творци на XVII век по времето на управлението на Луи XIV – Либерал Брюан, Жул Ардуин-Мансар, Миняр, Коипел, Коисево и Кусту. Куполът на сградата е дело на Ардуин-Мансар. Завършен е през 1706 година. Строежът на Дома на инвалидите е поверен на тогавашния френски военен министър маркиз дьо Лувроа.
Измежду 8-те представени проекта този на Либерал Брюан получава одобрението на краля. Междувременно Либерал Брюан е построил болницата Салпетриер. Планът на дома е организиран около големия кралски двор, заобиколен от странични дворове и църква отпред, в южната част. Първият камък е положен на 30 ноември 1671 г., първите пансионери са приети лично от Краля Слънце и се настаняват през октомври 1674 г. Само три години са достатъчни, за да се построи главната сграда и дворовете към нея. Домът на инвалидите е завършен през XVII век от Жул Ардуин-Мансар и един от неговите ученици Робер дьо Коте.
През 1676 г. военният министър дьо Лувроа поверява на 30-годишния архитект Жул Ардуин-Мансар построяването на църквата, която Либерал Брюан не е могъл да построи. Става въпрос за създаването на сграда, където кралят и неговите войници могат да да се наслаждават на меса, като музиката да звучи отвсякъде, както го изисква етикета. Ардуин-Мансар създава една концепция за единство и хармония между кралската църква, наречена „Дом на инвалидите“, и една църква за войниците.
Църквата за войниците е завършена през 1679 г., но Луи XIV открива тържествено дома едва на 28 август 1706 г. Закъснението се обяснява с войните и оскъдицата в резултат от тях. Тези 2 църкви са посветени на Света Троица. Двата религиозни паметника са административно свързани с Музея на Армията от създаването му през 1905 г.
Църквата „Свети Луис на инвалидите“, наричана още Църквата на войниците, чийто свод е украсен с военни фрески, подслонява гробницата, в която почиват множество губернатори на Франция, маршали на Франция и големите военни ръководители. Там се намира и саркофагът на Наполеон Бонапарт.
Големите органи на църквата са конструирани между 1679 и 1687 година и реставрирани от 1955 до 1957 г.

## Архитектура
| Le plan de l'Hôtel des Invalides | |
| Купол на Инвалидите Църква Сен Луи дез Инвалид Музей на армията Музей на релефните карти Музей на Ордена на освобождението                                                                              | Национална институция на Инвалидите Управител на Инвалидите Военен управител на Париж Канцелария на Ордена на освобождението Национален офис на бившите войници и жертви на войната |
| - 1. Двор на честта - 2. Двор на Ангулем - 3. Двор на Аутерлиц - 4. Двор на победата Cour de la Victoire - 5. Двор на доблестта - 6. Двор на Марс - 7. Двор на Тулон - 8. Двор на Нисм - 9. Двор на Мец | - 10. Двор на лазарета - 11. Двор на Оран - 12. Двор на мира - 13. Двор на Арл - 14. Двор на Алжер - 15. Двор на свети Луи - 16. Двор на свети Йосиф - 17. Двор Сен Жак             |